# Ламберт, Джордж Вашингтон
Джордж Вашингтон Ламберт (англ. George Washington Lambert; 13 сентября 1873 года, Санкт-Петербург — 28 мая 1930 года, Cobbity, Австралия) — художник, австралийский эмигрант. Скульптор и преподаватель Лондонской школы искусств.

## Биография
Джордж Вашингтон Ламберт родился 13 сентября 1873 года в Санкт-Петербурге, Россия. Его отец, инженер-железнодорожник из США, в эти годы работал в России по контракту. Когда отец скончался, его мать, Энни Матильда Ферт (англичанка по происхождению) с сыном перебрались в город Вюртемберг, Германия. Ламберт учился в Кингстонском колледже. Потом семья с дедом Ламбертом, матерью будущего художника и тремя его тетками решили эмигрировать в Австралию. 20 января 1887 году на корабле Бенгалия они прибыли в Сидней.

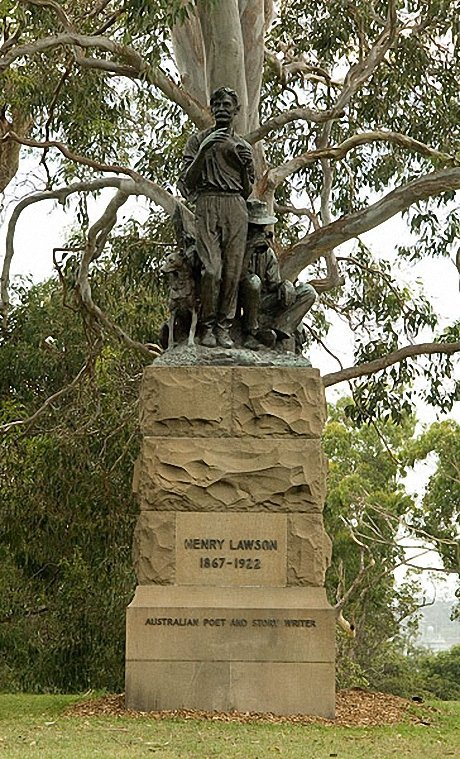
Памятник австралийскому писателю Генри Лоусону

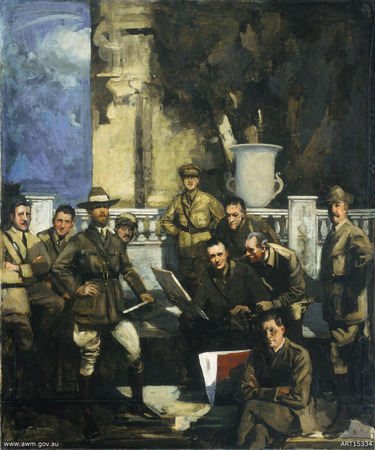
Ламберт на картине Джорджа Коутса Australian official war artists, 1916—1918 (см. описание внутри иллюстрации)

Джордж Вашингтон рано обнаружил художественные способности. С 1894 года он начал выставлять свои картины на выставках Товарищества художников и Художественного общества Австралии. В 1899 году Ламберт завоевал премию Ричарда Винна, учрежденную в 1897 году. Премию присуждали за картины и скульптурные произведения. В австрало-британском обществе премия считалась одной из наиболее престижных. В 1896 году Ламберт стал учиться в художественной школе Джулиана Аштона (1851—1942) в городе Сидней, получил стипендию правительства штата Новый Южный Уэльс (150 фунтов) для продолжения учебы в Европе. Школа искусств Джулиана Эштона была создана в 1890 году по принципу Академии Жюлиана в Париже. В настоящее время она остается одним из самых влиятельных художественных учебных заведений Австралии. В 1899 году Ламберт за картину «Через чернозёмные равнины» (Across the Black Soil Plains) получил премию Винна. Картина экспонировалась на выставке в Сиднее и была куплена Национальной художественной галереей Нового Южного Уэльса.
Деньги от стипендии художник потратил на пребывание в Париже, где вместе с приятелем, молодым художником Хью Рамсеем, учился в Академии Коларосси. Затем перебрался в Лондон, там он выставлял свои произведения в Королевской академии. На жизнь зарабатывал созданием на заказ портретов. Лондонскому периоду жизни принадлежит его картина «Сонет», в которой художник пытался подражать Тициану, ощутимо влияние британской литературы и буржуазной добропорядочности. За картину «Сонет» Джордж Ламберт в 1911 году получил премию на выставке в городе Барселона. В Лондоне он начинал работать как иллюстратор книг и журналов, оформлял журналы «Кассель» и «Пэлл Мэлл» (Pall Mall).
В сентябре 1900 года художник женился на госпоже Эми Беатрис Абсель (Amelia Beatrice Absell). В семье было двое сыновей. Старший сын, Морис (Maurice) (1901—1964), стал скульптором. Младший, Леонард Констант Ламберт (Constant Lambert) (1905—1951), стал композитором, дирижером, музыкальным руководителем Вик-Уэллс балета.
В 1917 году, во время Первой мировой войны, Ламберт стал офицером отдела по контролю древесины в Уэльсе. В декабре 1917 года получил должность австралийского военного художника и звание лейтенанта. В эти годы художник обратился к батальной живописи и портретам военных. Его поклонницей и меценатом была госпожа Тея Мэри Проктор, парадный портрет которой он также создал. Среди его произведений военной тематики — «Высадка десанта в 1915 году на полуострове Галлиполи в Турции» и «Сержант легкой кавалерии». В 1919 году Ламберт заразился малярией и отправился в Марсель. Во Францию он привез около 130 своих военных эскизов, часть из них были выставлены в этом же году в Королевском британском колониальном Обществе художников на выставке «Война и мир».

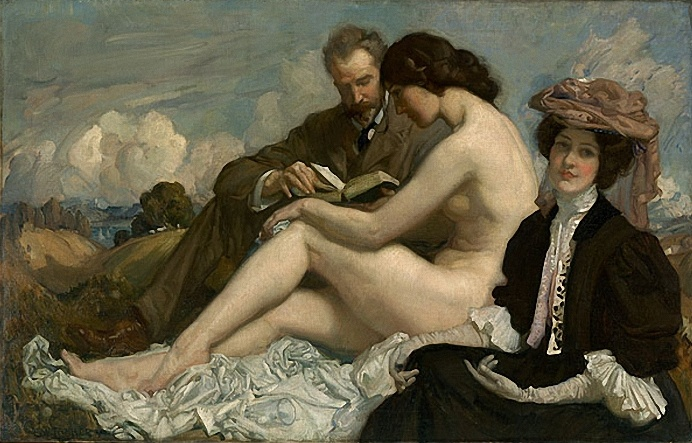
«Сонет» (1907)

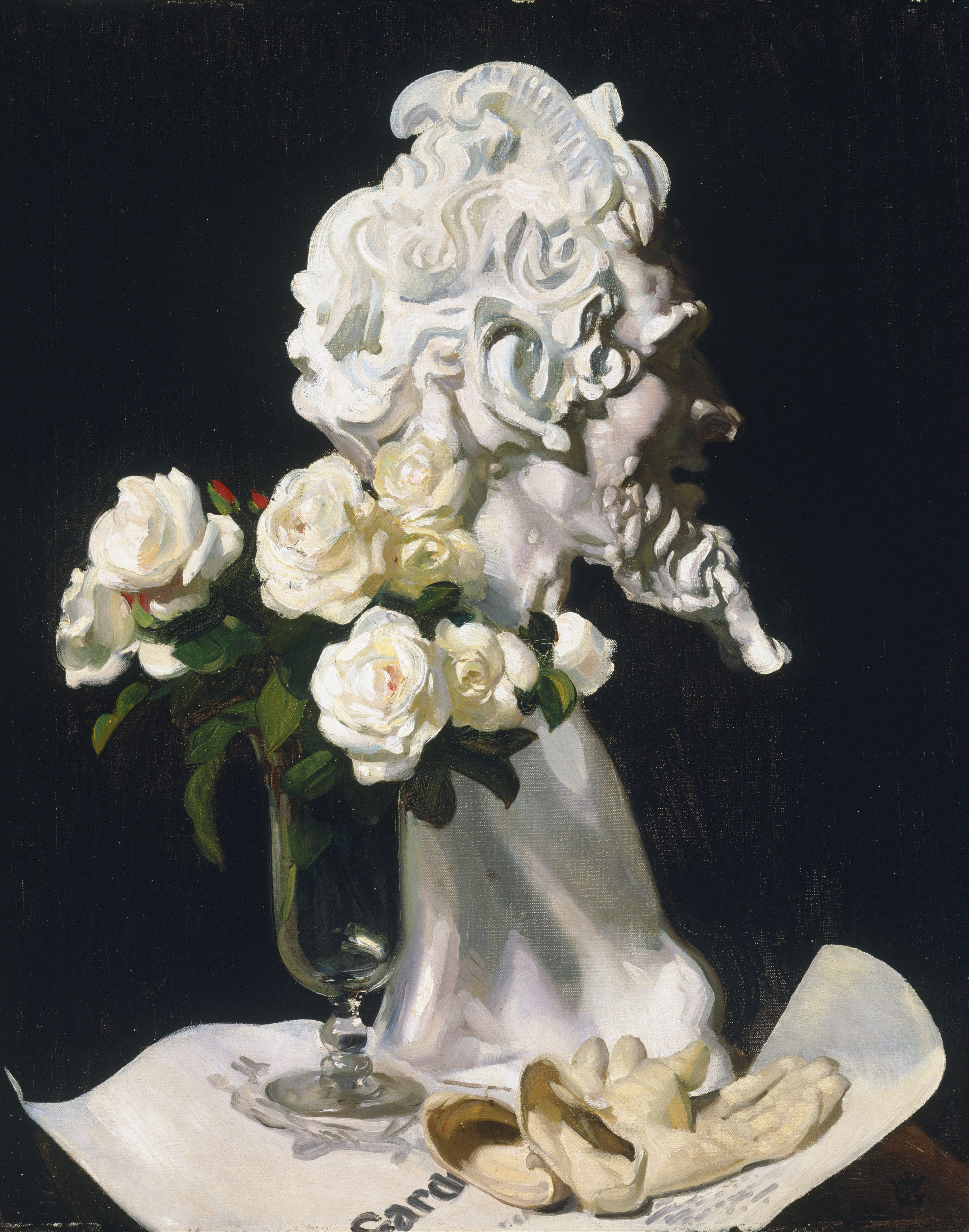
Натюрморт

В 1921 году живописец вернулся в Австралию. Его жена осталась в Лондоне, чтобы дети могли там продолжить учиться. В этом же году в городе Мельбурн была проведена персональная выставка художника. В 1922 году художника избрали в члены Лондонской Королевской академии искусств.
В произведения художника вошли пейзажи Австралии, представленные через опыт британской жизни и свидетеля Первой мировой войны. Среди значимых австралийских пейзажей этого времени «Дочь переселенца (дочь Гринвилле Райли)» и «Пейзаж Мишелаго».
В 1923 году Австралийский военный мемориал предоставил художнику пустые помещения бывшего военного госпиталя для продолжения работы над картинами батального жанра. Джордж Вашингтон Ламберт поселился и работал там. Для австралийского военного Мемориала он создал более 500 работ. Одновременно художник обратился к жанру скульптуры.
Известность Ламберту, как скульптору, принес памятник австралийскому писателю Генри Лоусону (1867—1922). Несмотря на то, что писатель злоупотреблял алкоголем, его причислили к классикам австралийской литературы, хоронили с государственными торжествами, почитая за его творчество. В ноябре 1927 года Ламберту было поручено создать памятник писателю. Для скульптуры Лоусона позировал его сын Джим, моделью бродяги был Конрад фон Хаген. Работа была выполнена в 1931 году. В скульптуре Ламберт изобразил писателя пожилым и внешне непривлекательным человеком с неуклюжим жестом рук, в окружении собаки и какого-то бродяги. По замыслу обе фигуры на монументе представляли собой две ипостаси писателя в разном возрасте.
Джордж Вашингтон Ламберт скончался 29 мая 1930 года в Коббити (Cobbitty) в Новом Южном Уэльсе, похоронен на англиканском кладбище Уэверли.

## Галерея

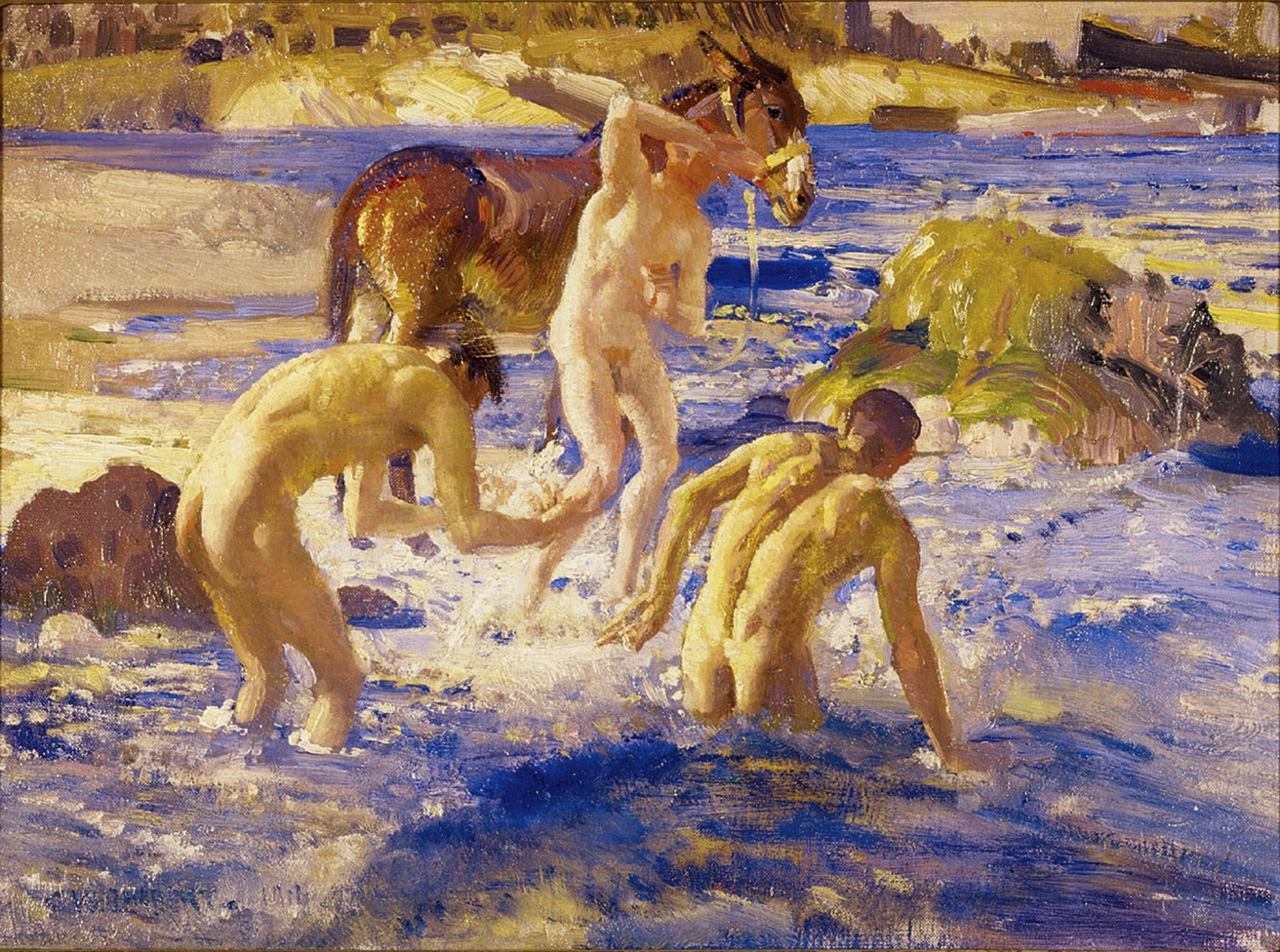
Австралийские купальщики
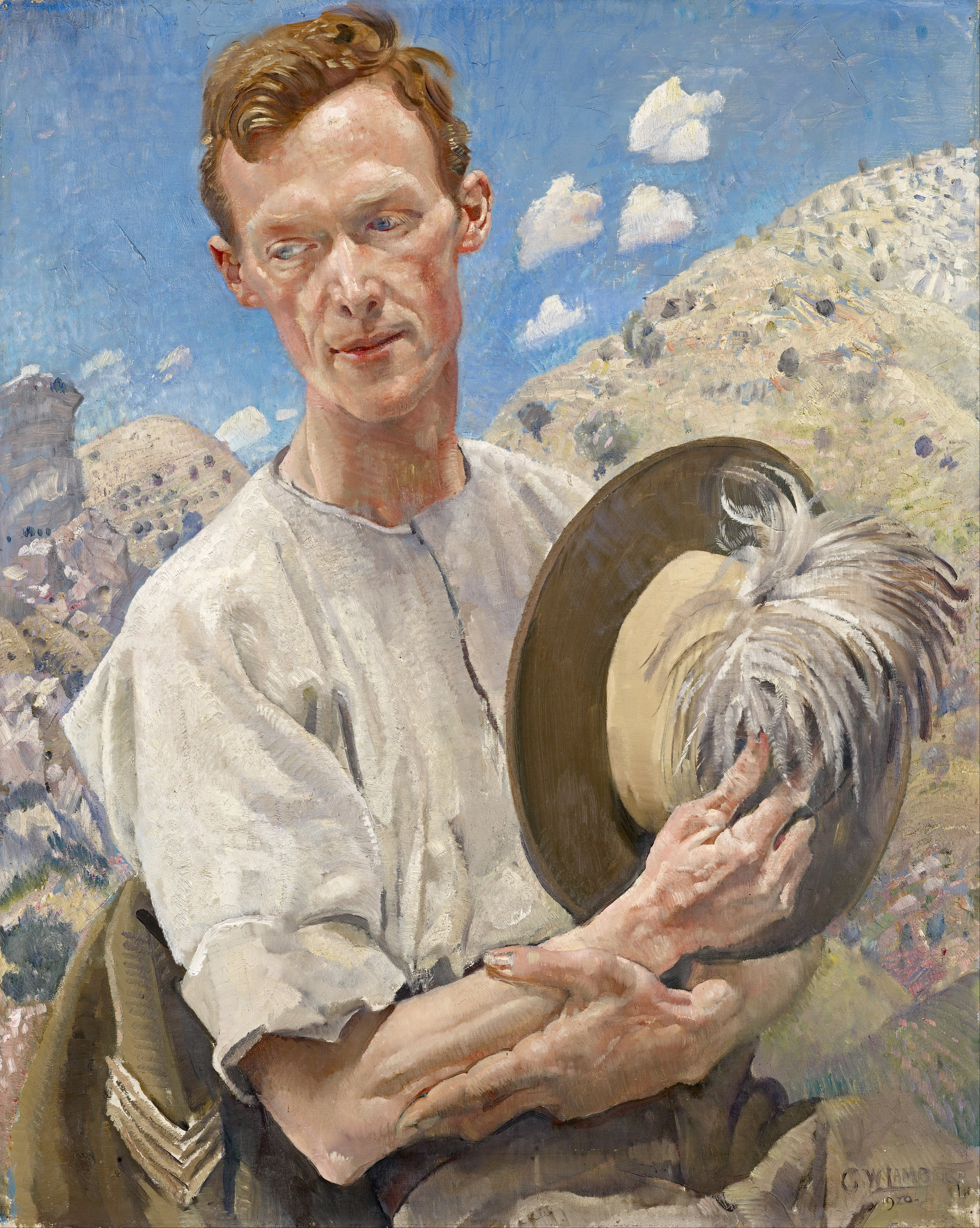
Сержант легкой кавалерии
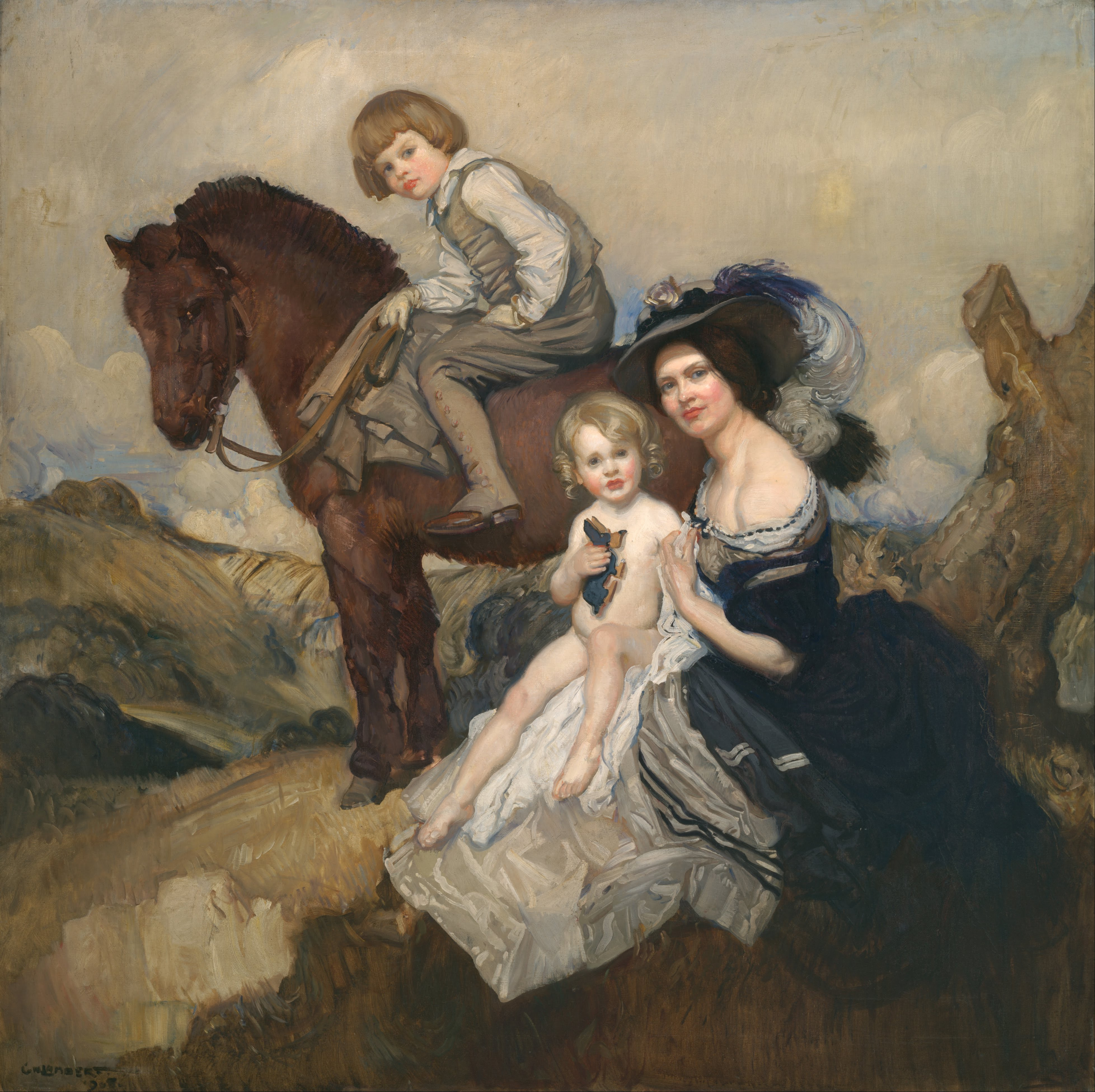
Портрет семьи художника
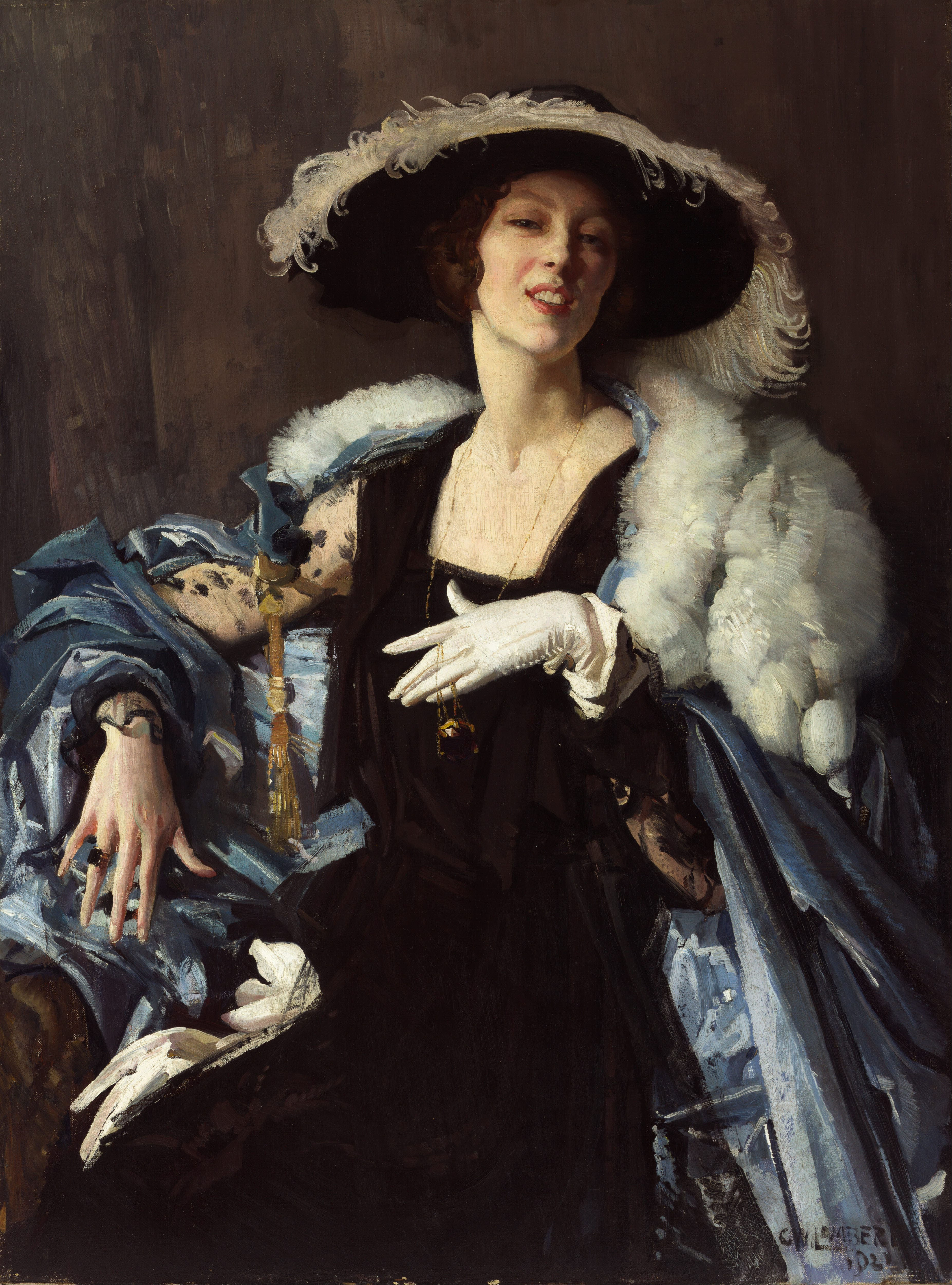
Белая перчатка
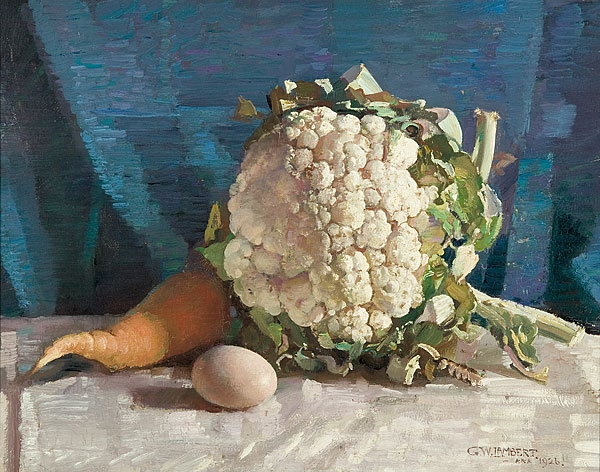
Натюрморт
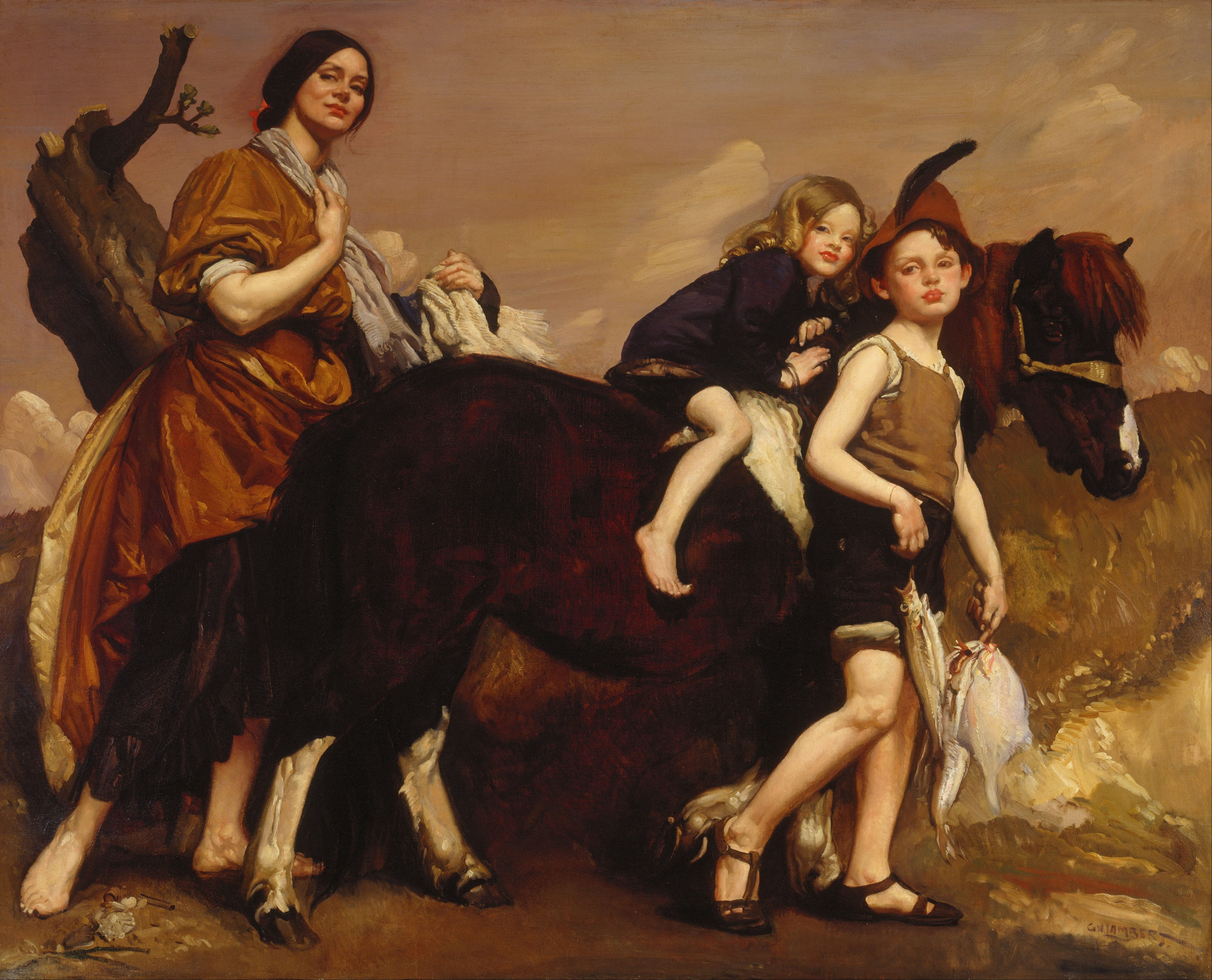
Отдых в Эссексе
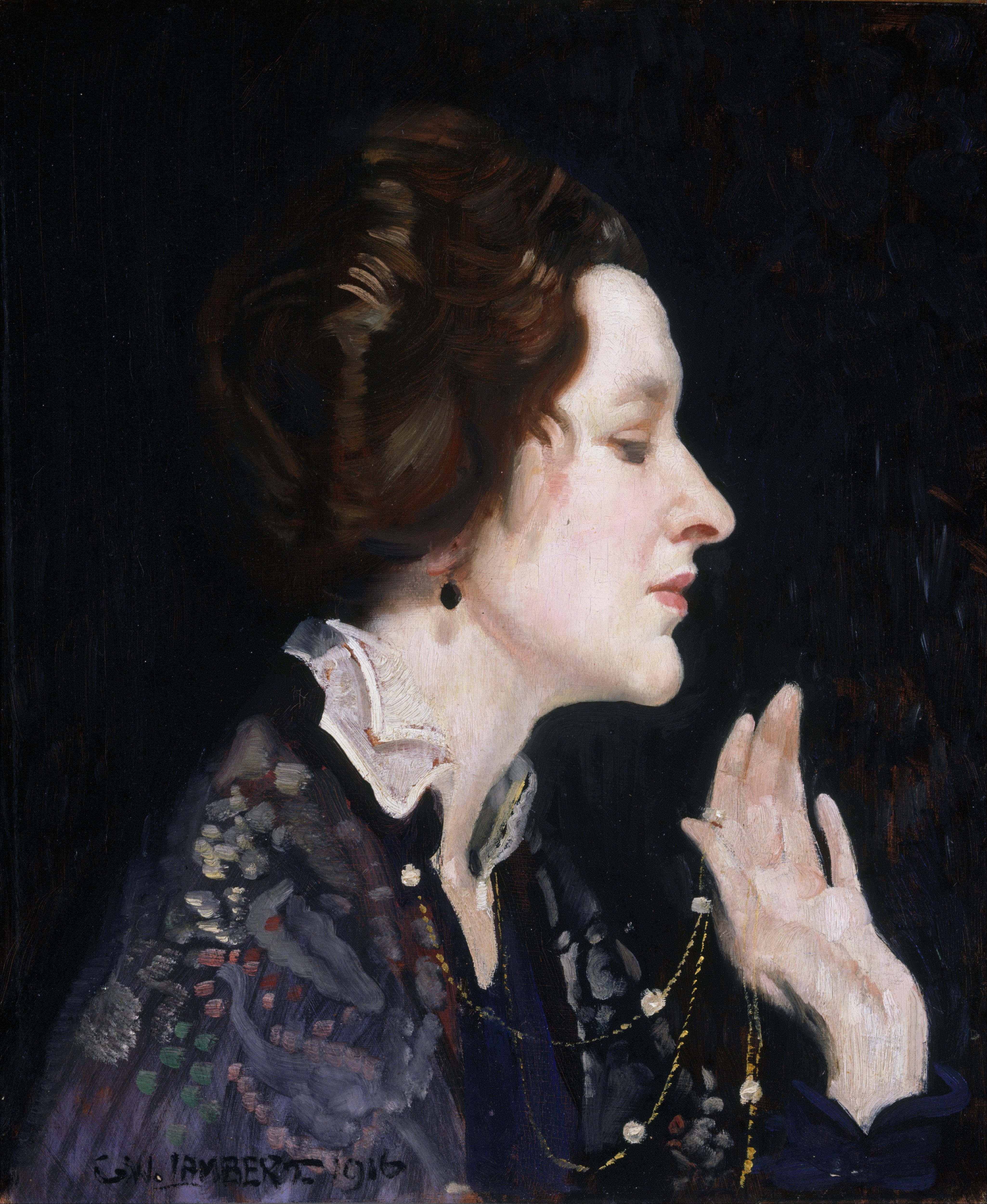
Портрет леди
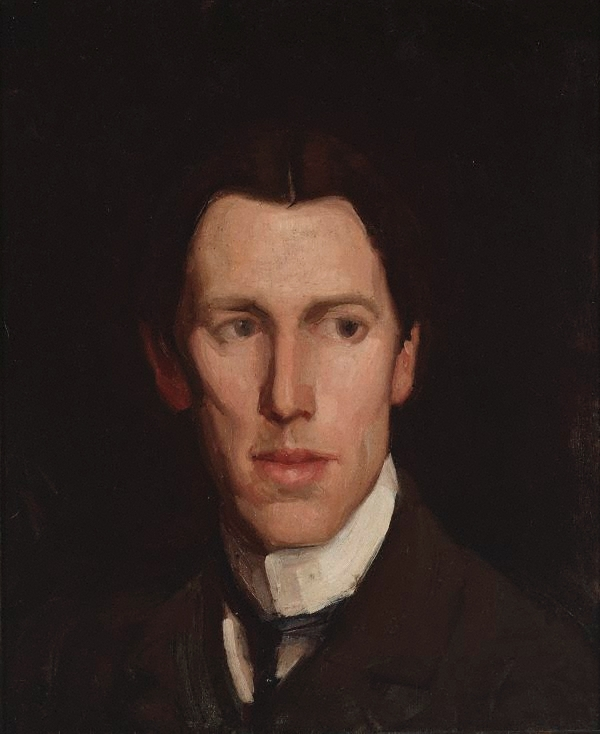
Австралийский художник Hugh Ramsay
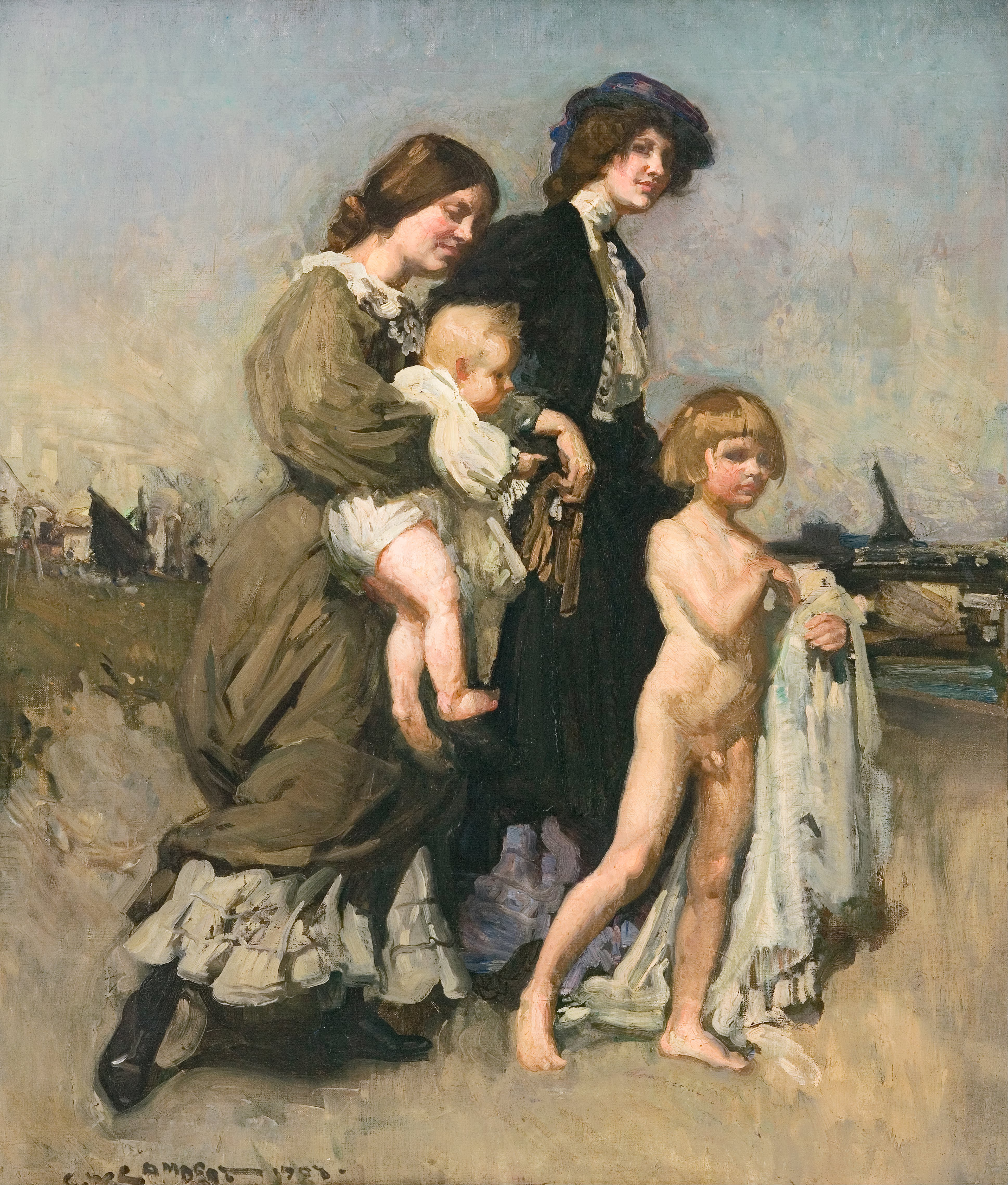
Купальщики
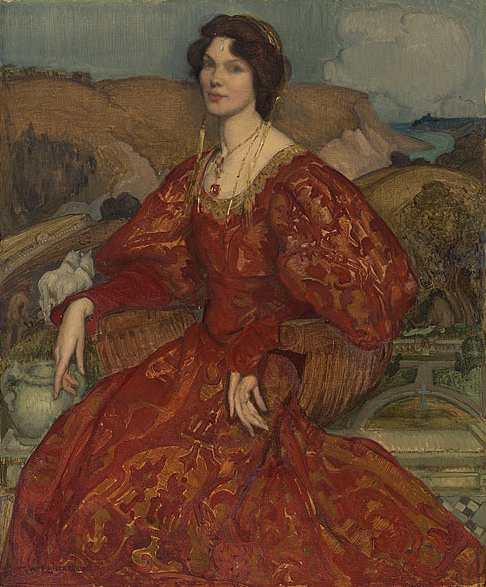
Сибил Уоллер в красно-золотом платье
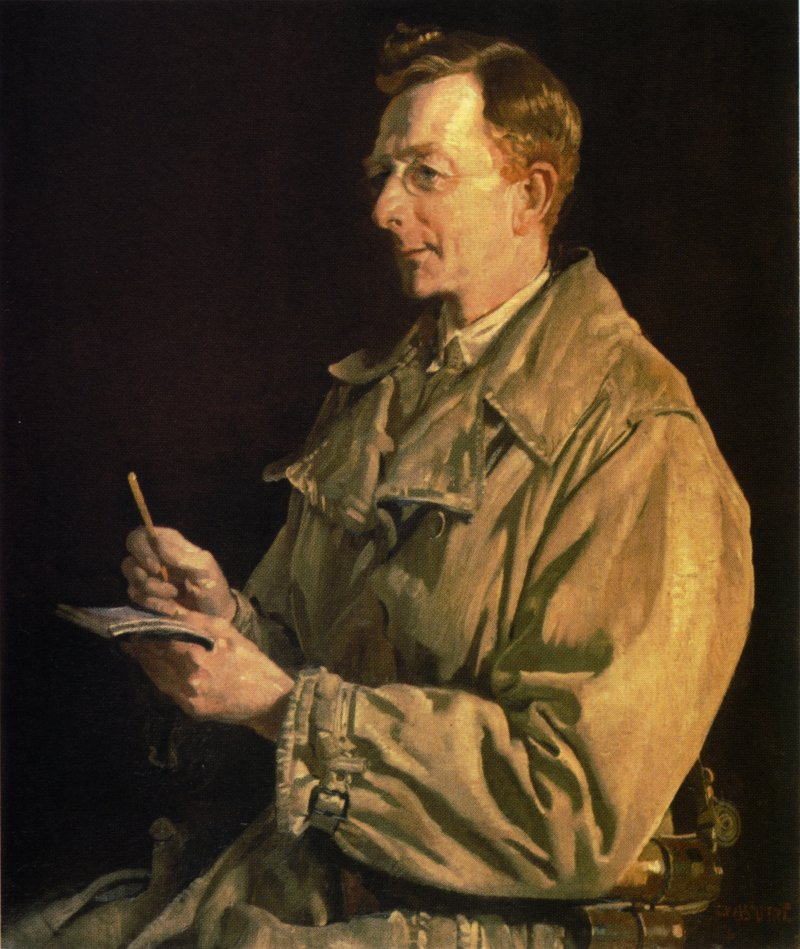
Военный корреспондент Charles Bean
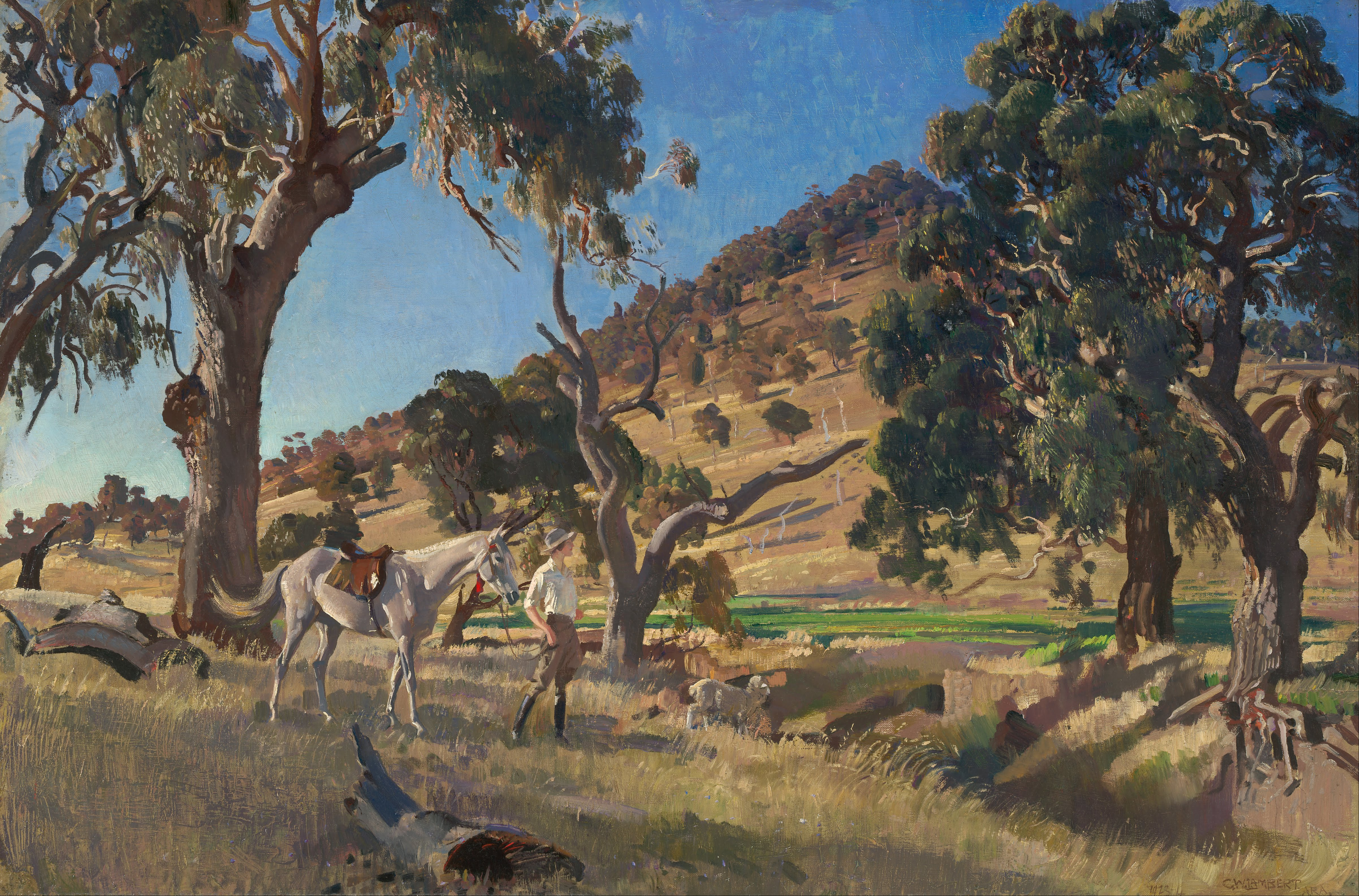
Дочь скваттера
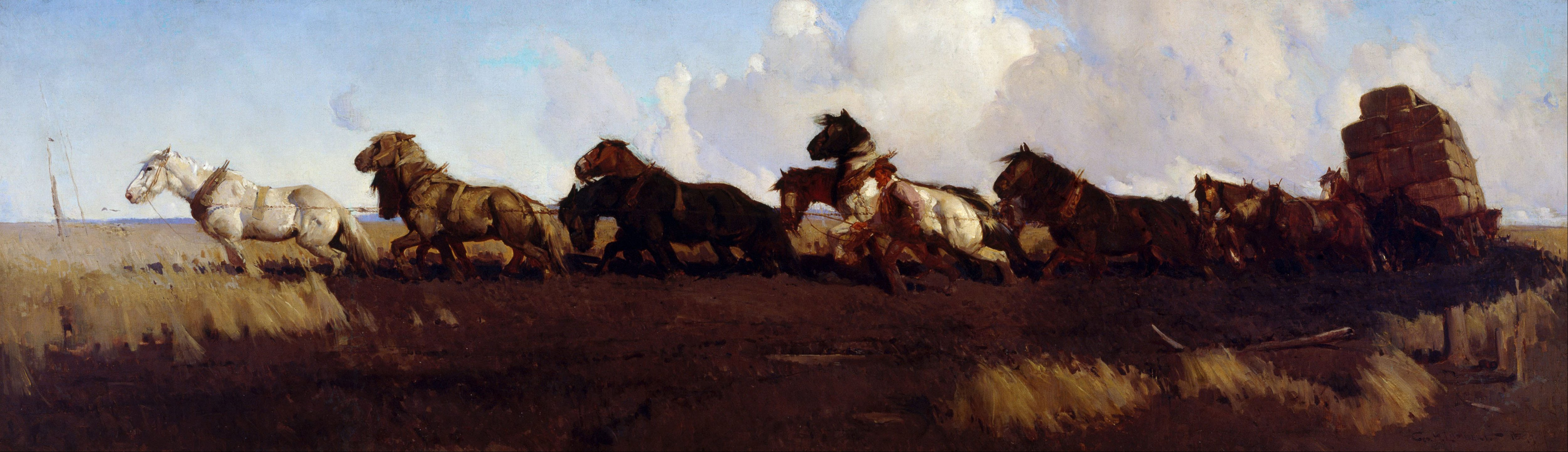
Через чернозёмные равнины